# 常陸那珂海濱鐵道
常陸那珂海濱鐵道株式會社（日语：／）是一家總部位於茨城縣常陸那珂市的鐵路公司（日本第三部門鐵道）。在2008年由茨城交通的鐵路部門公司分拆而成立。並繼承茨城交通的湊線。本公司是由常陸那珂市和茨城交通共同出資的第三部門企業。

## 歷史
- 2008年（平成20年）
  - 2月7日 - 在公開招募社長後，最終選擇由富山地方鐵道出身的吉田千秋擔任社長。
  - 4月1日 - 茨城交通株式會社鐵路部門公司分拆（日语：会社分割），公司成立。同時公司繼承湊線開業。
- 2011年（平成23年）
  - 3月11日 - 東日本大震災使全線暫停營業。在19日起開設茨城交通代行巴士。
  - 7月23日 - 全線重開。
- 2013年（平成25年）
  - 12月15日 - 與銚子電氣鐵道（千葉縣銚子市）成為姊妹鐵道[3]。
- 2018年（平成30年）
  - 5月31日 - 去除震災修復補助金後，公司在成立後首次得到盈餘。發布2017年度結算[4]。
- 2020年（令和2年）
  - 8月11日 - 向國土交通省申請湊線阿字浦站至國營常陸海濱公園西出口附近之間（3.1公里）工程許可[5]。
- 2021年（令和3年）
  - 1月15日 - 國土交通省批准湊線阿字浦站至國營常陸海濱公園西出口附近之間（3.1公里）的延伸工程[6]。

## 路線

常陸那珂海濱鐵道路線圖

| 中文線名 | 日文線名 | 起點 | 終點   | 距離（公里） |
| -------- | -------- | ---- | ------ | ------------ |
| 湊線     |          | 勝田 | 阿字浦 | 14.3         |

## 車輛
- KiHa20形 - 來自西日本旅客鐵道和水島臨海鐵道
- KiHa3710形 - 新製車輛
- KiHa37100形 - 新製車輛
- MiKi300形 - 來自於2008年的三木鐵道
- KiHa11形（第2代） - 來自東海旅客鐵道和東海交通事業

## 車費
以下為成人旅客車費計算方法（2008年4月1日 - ），小童半價（向上取捨10日圓）。
- 普通旅客車費 - 乘坐距離區間的公里數（向上取捨1公里）×基準車費率 最低車費為4公里的車費
- 定期旅客車費 - 乘坐距離區間的公里數（向上取捨1公里）×基準車費率×60×0.65（65折）

| 距離 km | 普通車費 日圓 | 通勤定期車費（1個月） 日圓 | 上學定期車費（1個月） 日圓 |
| ------- | ------------- | -------------------------- | -------------------------- |
| 1 - 4   | 150           | 5,850                      | 4,770                      |
| 5       | 190           | 7,410                      | 6,050                      |
| 6       | 230           | 8,970                      | 8,270                      |
| 7       | 260           | 10,140                     | 9,730                      |
| 8       | 310           | 11,930                     | 11,030                     |
| 9       | 350           | 13,520                     | 12,000                     |
| 10      | 380           | 14,710                     | 13,290                     |
| 11      | 420           | 16,300                     | 14,590                     |
| 12      | 460           | 17,890                     | 14,590                     |
| 13      | 490           | 19,080                     | 14,590                     |
| 14      | 530           | 20,670                     | 14,590                     |
| 15      | 570           | 22,260                     | 14,590                     |

### 支付方式與優惠

#### 頑固性疾病患者優惠
為了減輕指定頑固性疾病患者來往醫院的車費負擔，加上促進社會使用鐵路服務。頑固性疾病患者的車費可獲得半額的「頑固性疾病患者車費優惠制度」。也適用於沒有資格獲得特定醫療費用的輕症患者。2018年7月8日新設該制度。

#### PayPay支付
在那珂湊站櫃臺和勝田站轉乘櫃臺中可使用QR碼支付「PayPay」支付湊線車票。那珂湊站2020年2月10日，勝田站在同年2月13日開始接受該支付方式。在車內不可使用上述支付方式。

#### IC卡
Suica、PASMO等交通系IC卡不可以在常陸那珂海濱鐵道湊線中使用。但是，在Suica公司JR東日本委託下，勝田站的售票機可使用IC卡的SF餘額換取湊線的普通車票。

## 其他車票
定期票
湊線中設有通勤定期票，為期1個月、3個月和6個月，上學定期票除了上述期限外，另外設有12個月。12個月上學定期票的費用為240次的普通車費總和。

特別企劃乘車票
- 「湊線1日自由車票」（大人1000日圓，小童半價。於2019年10月1日修正價格）
湊線的一日乘車票。在2014年3月前，只可在星期六、日及假日使用，同年4月起可於平日使用。

## 注腳
1. 1 2 3 4 5 6 7   (PDF). ひたちなか海浜鉄道株式会社.   [2019-07-17]. （原始内容 (PDF)存档于2022-01-17） （日语）.
2. ↑  國土交通省鐵道局監修『鉄道要覧』令和元年度版，電氣車研究會、鐵道圖書刊行會
3. ↑  . ひたちなか海浜鉄道. 2013-12-03  [2013-12-03]. （原始内容存档于2021-11-05） （日语）.
4. ↑  ひたちなか海浜鉄道：初の単年度黒字 ネモフィラ効果も （页面存档备份，存于）『毎日新聞』新聞網站（2018年5月31日）2018年7月4日參閲。
5. ↑  . 茨城新聞クロスアイ. 2020-09-10  [2020-12-22]. （原始内容存档于2021-05-13） （日语）.
6. ↑   (PDF). 国土交通省鉄道局鉄道事業課. 2021-01-15  [2021-01-15]. 原始内容存档于2025-01-30 （日语）.
7. ↑  難病患者運賃割引開始と記念出発式の開催について （页面存档备份，存于）（日語） - 常陸那珂海濱鐵道，2018年6月27日
8. ↑  . 常陸那珂海濱鐵道. 2020-02-10  [2020-02-16]. （原始内容存档于2020-02-12） （日语）.
9. ↑  . 常陸那珂海濱鐵道. 2020-02-13  [2020-02-16]. （原始内容存档于2020-02-15） （日语）.
10. ↑  年間通学定期券 （页面存档备份，存于）（日語） 常陸那珂海濱鐵道 2018年11月18日參閲
11. ↑  消費税率の引き上げに伴う運賃・料金改定について （页面存档备份，存于）（日語） - 常陸那珂海濱鐵道，2019年9月17日
12. ↑  ひたちなか海浜鉄道、フリー切符をリニューアル （页面存档备份，存于）（日語） - Response，2014年3月4日

## 外部連結
- 常陸那珂海濱鐵道（官方網站） （页面存档备份，存于）（日語）